# فريد معوض
فريد معوض (من مواليد 16 فبراير 1969) هو رجل أعمال لبناني من مدينة زغرتا اللبنانية ومقر عمله في بانكوك بتايلاند، أسس سبع شركات وكان رئيسها التنفيذي، وفي عام 2013 ذكرت Wealth-X بأنه ثامن أغنى مالك للماس في العالم، بقيمة صافية بلغت 1.1 مليار دولار.

## سيرة شخصية
ولد فريد معوض في لبنان وهو عضو في الجيل الرابع من عائلة معوض، التي تمتلك وتدير شركة معوض، تخرج من كلية هارفارد للأعمال بماجستير في إدارة الأعمال عام 1994 وفي الكلية كان معوض يخطط لتولي شركة والده، ولكن بعد تخرجه وجد أن والده لم يكن مهتمًا بالتقاعد، لذا قام بتغيير الاتجاهات وبدأ أعمال أخرى.
من بين الشركات التي أسسا معوض وأدارها:
- Synergia One Group: التي تأسست في 1994،[1][6] حيث تعمل الشركة في 18 دولة في العديد من الصناعات.[4]
- Global Franchise Architects: التي تأسست في عام 1996 وهي منشئ ومشغل وممنوح لماركات التجزئة المتخصصة بما في ذلك Coffee World و Pizza Corner و New York Deli و The Cream & Fudge Factory[7] وفي عام 2014 عقد فريد معوض شراكة مع أتوليا ميتال ابن «لاكشمي ميتال» لتحويل متاجر بيتزا كورنر في الهند إلى بابا جونز.[8]

قام فريد معوض بتطوير Taskworld، وهي أداة إدارة قائمة على الحوسبة السحابية، أدت به إلى الدراسة في كلية الدراسات العليا في إدارة الأعمال في جامعة ستانفورد للعمل في المشروع، وكان عضوًا في منظمة الرؤساء الشباب (YPO) منذ عام 2010.
منذ تقاعد والده في عام 2010 أصبح فريد معوض وصيًا مشاركًا ورئيسًا لقسم الألماس في شركة معوض العائلية التي يبلغ عمرها 120 عامًا، مع إخوته الأصغر سنا ألين وباسكال، حيث تقوم الشركة بتصميم وتصنيع وبيع المجوهرات والساعات، على الرغم من أنها تشتهر بساعاتها، إلا أنها تمتلك أربعة سجلات غينيس للأرقام القياسية، وقد صممت سبعة «حمالات صدر» مرصعة بالألماس بتكلفة تتراوح بين 7 و 12 مليون دولار لكل منهما، واعتبارا من عام 2013 لم تبيع الشركة أيًا منها. أسس «متاجر معوض» في أبوظبي وجدة.

## روابط خارجية
- الموقع الرسمي